# ميدالية الخليج العربي للمحاربين القدامى
الميدالية الوطنية للمحاربين القدماء في الخليج العربي هي ميدالية عسكرية تكريمية أذن بها الكونغرس الأمريكي لتقديمها لأفراد القوات المسلحة الأمريكية الذين خدموا في منطقة قتال خلال حرب الخليج الثانية.